# Pittsburghi Szimfonikus Zenekar
A Pittsburghi Szimfonikus Zenekar egyike az Egyesült Államok legismertebb zenekarainak.

## Története
A zenekart 1895-ben alapította a Pittsburghi Művészeti Társaság a pennsylvaniai Pittsburghben és az ezt követő évben adta első koncertjét. Első karmestere Frederic Archer volt, aki több, a Bostoni Szimfonikus Zenekarból érkező zenésszel erősítette az új együttest.
Archert 1898-ban Victor Herbert váltotta, az ő helyére 1904-ben Emil Paur érkezett. A zenekar ezekben a korai években számos híres vendégkarmestert vonzott, mint Edward Elgar vagy Richard Strauss, de 1910-ben pénzügyi nehézségek miatt feloszlatták.
Csak 1926-ban alakult meg újra, tagjai a próbákért nem kaptak fizetést és mindegyikük adományokkal is hozzájárult a következő év előadásainak létrejöttéhez. A zenekar vezetője, Elias Breeskin ezekben az években egyben karmestere is volt. 1930-ban ezt a szerepet átvette tőle Antonio Modarelli. 1937-től a karmesteri pálca Otto Klemperer kezébe került, aki feladatul kapta a zenekar átszervezését is. Vezetésével az együttes hamarosan nemzetközi színvonalúvá vált.
Azóta folyamatosan léteznek és koncerteznek, zenei igazgatóként Reiner Frigyes (1938–1948), William Steinberg (1952–76), André Previn (1976–1985) és Lorin Maazel (1986–96) dolgozott velük, 1996 óta pedig Mariss Jansons tölti be ezt a pozíciót.
A zenekar első éveiben a Carnegie Hallban koncertezett, majd a Syria Mosque következett (ez ma sajnos parkolóház). 1971-ben költöztek a Heinz Hallba, amelyet Henry J. Heinz, a H J Heinz Company elnöke alapított.
2004-ben, első amerikai zenekarként a Pittsburghi Szimfonikusok koncertet adtak II. János Pál pápának. Az előadásban szerepelt Mahler II. szimfóniája, és különleges módon a pápa személyesen kért tőlük ráadást.

## Vendég karmesterek
A zenekar megalakulásától jelentős vendégkar mesterekkel koncertezett, köztük Edward Elgar, Richard Strauss, Leopold Stokowski, Leonard Bernstein, Erich Leinsdorf, Charles Munch, Paul Paray, és Victor de Sabata.

## Vezető karmesterek
- Frederic Archer (1896–1898)
- Victor Herbert (1898–1904)
- Emil Paur (1904–1910)

1910 és 1926 között a zenekar nem működött
- Antonio Modarelli (1930–1937)
- Reiner Frigyes (1938–1948)
- William Steinberg (1952–1976)
- André Previn (1976–1984)
- Lorin Maazel (1988–1996)
- Mariss Jansons (1996–2004)
- Sir Andrew Davis (2005–2008)
- Manfred Honeck  (2009-